# Zwarte galathea
De zwarte galathea (Galathea squamifera) is een tienpotigensoort uit de familie van de Galatheidae. De wetenschappelijke naam van de soort werd in 1814 voor het eerst geldig gepubliceerd door William Elford Leach.

## Beschrijving
Deze vrij kleine oprolkreeft heeft een lengte van maximaal 6,5 cm en een rugschild (carapax) van 3,5 cm. De kleur van deze soort is donker kastanjebruin of aubergine-achtig met een groenige tint, terwijl de stekels die uit het schild steken rood zijn aan de uiteinden. Desondanks zijn er ook wel aanzienlijk lichter gekleurde exemplaren waargenomen. De segmenten van het achterlijf zijn kort, terwijl het staartstuk (telson) deels onder het lichaam is gevouwen. Het eerste paar pereopoden is anderhalf keer zo lang als het lichaam en heeft goed ontwikkelde scharen.

## Verspreiding en leefgebied
De zwarte galathea is een van de meest voorkomende oprolkreeften aan Noord-Europese kusten. Het verspreidingsgebied loopt van Noorwegen en de Britse Eilanden tot aan West Afrika en de Azoren. Deze soort komt ook in de Middellandse Zee voor. In Nederland regelmatig waar te nemen in de Oosterschelde, soms ook in de Grevelingenmeer en een enkele keer in de Westerschelde.
Het leefgebied is van de laagwaterlijn tot in opdiep water waarbij de jonge dieren dieper leven dan de volwassen dieren, namelijk tussen de 30 en 70 meter.  Ze leven verscholen in spleten in rotsen en tussen stenen, vaak onder stenen. Hun voedsel bestaat uit dierlijk en plantaardige organismen; het zijn alleseters.